# Lapui
Lapūī o Lapu'i (farsi لپویی) è una città dello shahrestān di Shiraz, circoscrizione di Zaraqan, nella provincia di Fars. Aveva, nel 2006, una popolazione di 4.975 abitanti. 